# Paul Simonon
Paul Gustave Simonon (n. 15 decembrie 1955) este un muzician și artist englez, cel mai cunoscut ca basist al trupei punk rock, The Clash. Mai recent a colaborat cu Damon Albarn, Simon Tong și Tony Allen pe albumul The Good, the Bad & the Queen, lansat în ianuarie 2007. În 2010 s-a reunit cu Mick Jones și Damon Albarn pe albumul Plastic Beach al celor de la Gorillaz.
1. ↑  Paul Simonon, Discogs, accesat în 9 octombrie 2017
2. ↑   https://knowyourbassplayer.com/tag/bass-player-joe-strummer/, accesat în 13 februarie 2025 Lipsește sau este vid: |title= (ajutor)